# Cortegana
Cortegana er en by og kommune i det sydvestlige Spanien i provinsen Huelva. Den har et indbyggertal på 4.618 (2024) indbyggere.